# Hondlon

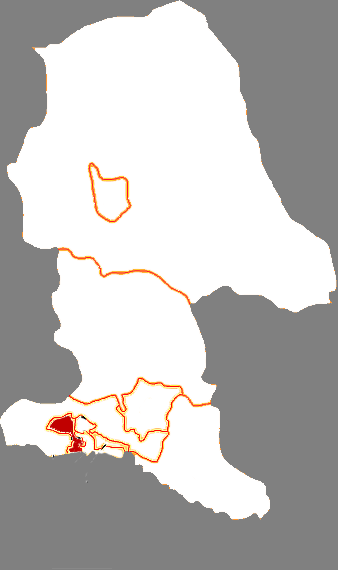
Lage Hondlons in Baotou

Der Stadtbezirk Hondlon (chinesisch 昆都仑区, Pinyin Kūndūlún Qū; mongolisch ᠬᠥᠨᠳᠡᠯᠡᠨ ᠲᠣᠭᠣᠷᠢᠭ Köndelen toɣoriɣ) ist ein Stadtbezirk, der zum Verwaltungsgebiet der bezirksfreien Stadt Baotou im Autonomen Gebiet Innere Mongolei der Volksrepublik China gehört. Das Verwaltungsgebiet des Stadtbezirks hat eine Fläche von 301 km² und er zählt ca. 440.000 Einwohner.